# Mantes-la-Ville
Mantes-la-Ville é uma comuna francesa na região administrativa da Île-de-France, no departamento de Yvelines. A comuna possui 19 858 habitantes segundo o censo de 2014.
A cidade abriga o Institut des sciences et techniques des Yvelines.